# Gábor Vona
Gábor Vona (Hongaars: Vona Gábor, geboren: Gábor Zázrivec, 20 augustus 1978) is een Hongaars politicus die de nationalistische partij Jobbik van 2006 tot 2018 leidde. Hij is een van de mede-oprichters van die partij. In 2007 richtte hij de, inmiddels verboden, Magyar Gárda op, die beweging vormde een de facto paramilitaire tak van Jobbik. Vona bood zijn ontslag als partijleider aan na de voor Jobbik teleurstellende verkiezingsresultaten bij de parlementsverkiezingen van 2018. Hij leverde ook zijn zetel in.

## Leven
Vona werd op 20 augustus 1978 geboren in Gyöngyös, Hongarije. Hij studeerde aan de Eötvös Loránd Universiteit in Boedapest voor een carrière in het voortgezet onderwijs, met een focus op geschiedenis en psychologie.
Volgens de biografie van Vona zelf is zijn familienaam zijn oorspronkelijke familienaam. Grootvader Vona (ook genaamd Gábor) stierf tijdens de Tweede Wereldoorlog en zijn grootmoeder trouwde daarna met een nieuwe man, die Vona’s vader adopteerde en hem zijn eigen naam, Zázrivecz, meegaf. De jonge Gábor Vona veranderde zijn naam terug van Zázrivecz naar Vona in zijn studietijd.
Gábor Vona woont in Óbuda met zijn vrouw en zoon Benedek. Zijn ouders zijn gepensioneerd. Voor zijn actieve politieke loopbaan werkte hij een tijd als geschiedenisleraar.

## Politieke loopbaan
Vona was lid van Fidesz van 2001 tot 2003, maar werd een van de oprichters van Jobbik (2003) en was daar eerst vicevoorzitter. Hij werd in 2006 verkozen tot partijleider. Hij was Jobbiks kandidaat voor de positie van premier bij de verkiezingen in 2010 en 2014. Na de verkiezingen werd hij door zijn partij gekozen tot fractieleider in het parlement.
Qua standpunten is Vona voorstander van een sterkere nationale politie en een “Three Strikes” wet naar Amerikaans voorbeeld.
In Roemenië probeerde men Vona tot ‘persona non grata’ te verklaren na protesten voor autonomie voor de Szeklers. Daarbij zouden rellen ontstaan zijn. Vona was bij de protesten aanwezig. Hij haalde ook eigenhandig László Toroczkai terug bij de partij, die als burgemeester van de grensplaats Ásotthalom in het nieuws kwam met een politievideo die bedoeld was om immigranten te waarschuwen.

### Magyar Gárda
In 2007 werd de inmiddels verboden Magyar Gárda (Hongaarse Garde) opgericht vanuit een associatie door de Bescherming van Tradities en Cultuur. Drijvende kracht achter de oprichting en de Garde was Gábor Vona. De Garde vormde een de facto paramilitaire tak van de partij en was een nationalistische beweging. De Garde kwam ook bij de Hongaarse justitie in beeld, en in 2009 verbood het hof in Boedapest de beweging.